# 蔡厝港体育场
蔡厝港体育场（英語：Choa Chu Kang Stadium），位于新加坡蔡厝港规划区内，于2011年开放。球场可以容纳4268名观众，目前是新加坡职业足球联赛勇士足球會的主场。

## 球场设施
球场的草坪是由瑞士供应商提供，并且配有自动浇水系统，也被国际足球联合会比准举办国际比赛。体育场也有也有一条8赛道的400米塑胶跑步道。体育场傍边还有游泳池，健身室，网球场等设施。

## 重要赛事
蔡厝港体育场于2010年夏季青年奧林匹克運動會作为足球比賽的训练场所。

## 公共交通链接
球场附近有两个地铁站，分别是蔡厝港地铁站与油池地铁站。蔡厝港巴士转换站也有307号巴士直达体育场。